# Tikehau
Tikehau ist ein Atoll im Tuamotu-Archipel im Pazifischen Ozean. Es ist eine „Commune associée“ (Teilgemeinde) der Gemeinde Rangiroa und gehört politisch zu Französisch-Polynesien.

## Geographie
Tikehau befindet sich etwa 320 km nördlich von Tahiti im Nordwesten des Archipels. Es hat eine Ausdehnung von etwa 26 mal 23 km. Die Lagune misst 461 km². Kleinere Versorgungsschiffe können durch den 150 m breiten und maximal 4 m tiefen Passe Tuheiava an der Westseite zum Hafen innerhalb der Lagune gelangen.
Die Hauptinsel und der Hauptort heißen Tuherahera, gelegen an der Südspitze des Atolls. 2007 wohnten etwa 507 Menschen auf Tikehau. Haupterwerbsquellen sind die staatlich subventionierte Gewinnung von Kopra, kommerzieller Fischfang sowie ein wenig Tourismus. Es gibt einen Bäcker, zwei kleine Läden und einen winzigen Imbiss. 2001 entstand mit staatlicher Unterstützung eine kleine Sägemühle, in der etwa drei bis fünf Einheimische Arbeit finden. Die in den 1990er Jahren mit viel Enthusiasmus gestartete Zucht schwarzer Perlen ist zum Erliegen gekommen. Außerdem gibt es eine Tauchbasis, ein Luxushotel und einen Flugplatz mit dem IATA-Flughafencode TIH.

## Geschichte
Für Europa entdeckt wurde das Atoll am 25. April 1816 von Otto von Kotzebue im Rahmen einer russischen Expedition. Das Atoll wurde nach dem deutsch-baltischen Admiral Adam Johann von Krusenstern „Kruzenstern“ getauft. Dieser Name ist den heutigen Bewohnern durchaus noch geläufig.
Traditionell war das Atoll Tikehau in fünf ʻati (Distrikte) gegliedert:
- Vahine Rii (Norden)
- Fareana (Osten)
- Terii Vahine (Süden)
- Haoa (Westen)
- Fanua (Nordwesten)

## Bildergalerie

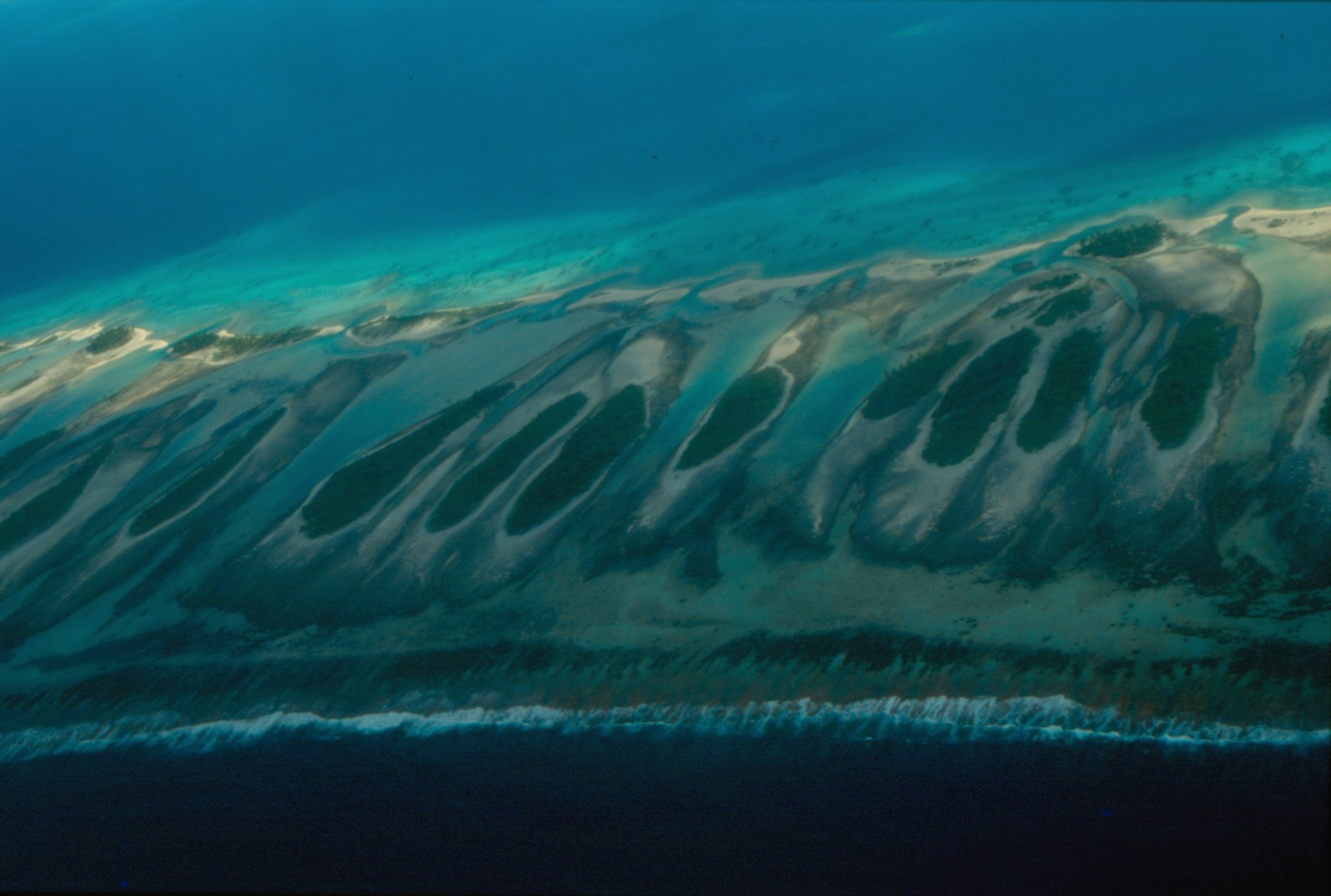
Eine Reihe kleiner Motu auf dem Atoll Tikehau. Im Hintergrund die innere Lagune
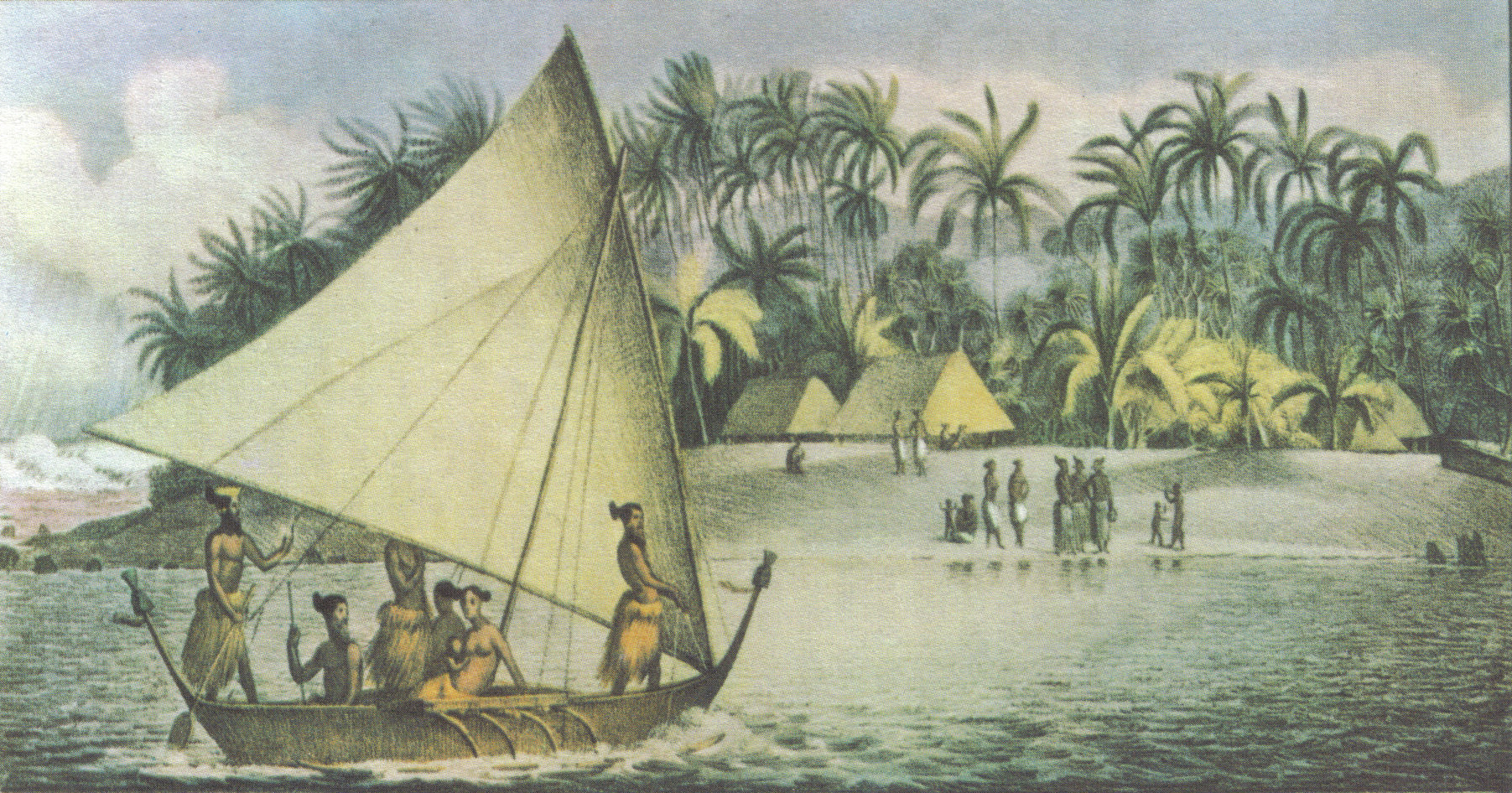
Tikehau im Jahr 1816 (gezeichnet von Ludwig Choris)